# Nungal
Nungal (𒀭𒄴𒃲 sumer dnun-gal) sumer istennő, aki istenként először a III. uri dinasztia idején tűnik fel a forrásokban. Nevének jelentése „nagy úr/úrnő”, korábban elvétve istenek és istennők jelzőjeként szerepel (az i. e. 26. századi Ur-Nungal név valószínűleg még egyszerű jelzős szerkezet). Funkciója a hagyományos értelmezés szerint kezdetektől alvilági jellegű, Komoróczy Géza azonban új megközelítésben úgy értelmezte, hogy alvilági vonatkozásai csak később alakultak ki, eredetileg a nippuri Enlil-templom, az Ékur egyik szentélyének istennője – egyik állandó jelzője az „Ékur úrnője” –, aki a fogva tartást, az igazságszolgáltatási eljárást felügyelte. Ebből a funkcióból vált később az Alvilág egyik őrzőjévé, a közepes rangú alvilági istenek egyikévé. Valószínűleg a III. uri dinasztia államfunkcióinak mitizálása vezetett a kultusz megteremtésével az új istennő megjelenéséhez, minden személynév, amiben előfordul, állami vagy templomi tisztviselő neve. Az istennő tudatos teológiai spekulációval jött létre. Neve ugyan nem közvetlenül utal a funkcióra, de nagyon egybecseng a „börtön” jelentésű en-nun szóval, így kiszámított szójáték is lehet. A korai történészi elképzelések szerint az igazságszolgáltatás jogköre Mezopotámiában a templomokhoz és a papsághoz kötődött, amely feltevést később elvetettek. Nungal istennő arra utal, hogy legalábbis részben mégis a templomok voltak a büntető eljárások színterei.
Ebből a korból származik a Nungal-himnusz is. Előfordul Manungal névalak is, akinek jelzői megegyeznek Nungaléval. A dma-nun-gal név feltehetően az *ama-dnun-gal („Nungal anya”) kifejezésből származik.
Az istenjegyzékekben csak az i. e. 2. évezred első felében jelenik meg, amikor férjeként szintén egy új istenséget, Birtumot (dbi-i-ir-tum) tisztelték. A bi-i-ir-tum jelentése „kötelék, gúzs, bilincs”. An leánya és Enlil menye, vagy Ereskigal leánya. Más szövegek nem említik, hogy An és Ereskigal ilyen kapcsolatban lett volna. A mitikus rokonság megszerkesztésekor a kor legfontosabb isteneit hozták vele kapcsolatba, így kapott jelentős helyet az isteni hierarchiában.
Ekkor Szipparban önálló templomot emeltek számára. Az óbabiloni istenjegyzékekben Enlil csoportjának alacsonyabb rangú istenei között szerepel, mint Ninazu vagy Ereskigal. Ebből következik, hogy az óbabiloni szemléletben már biztosan alvilági funkciói voltak. Ugyanakkor a szippari Nungal-kapu a bírósági tárgyalások színhelye volt. Az Assur-bán-apli könyvtárában fellelt An = Anum kezdetű istenlistában ugyanez az elrendezés figyelhető meg, így az óbabiloni kanonizáció véglegesnek tekinthető további egy évezredre.
Az istennőt körülvevő alacsonyabb rangú istenek a következők:
šu-sa2-du11-ga (szorító kéz)
giš-šu (kéz-fa = kaloda)
giš-gir (láb-fa = kaloda)
giš-gu2 (nyak-fa = kaloda)
Az istenjegyzékekben az alábbi akkád jelzőkkel szerepel:
ṣabbutī-tu (megragadó, fogdosó, elfogó)
ša ṣibitti (aki a fogságé/fogdáé, a fogság/fogda úrnője)
ša maṣṣarti (aki az őrizeté, az őrizet úrnője)
ša ḫabalāte (aki az erőszaké, az erőszak úrnője)
ri-i-bu (megtorlás)